# Транскаспийски газопровод
Транскаспийският газопровод е проект, част от мащабния план на ЕС за изграждане на Южен газов коридор, който ще допринесе за енергийната сигурност на Европа и ограничаване на газовата ѝ зависимост от Русия. Предвижда се този газопровод да свързва Туркменбаши в Туркменистан със столицата на Азербайджан – Баку, преминавайки по дъното на Каспийско море. В Баку газопроводът ще се свърже със съществуващия Южнокавказки газопровод (Баку-Тбилиси-Ерзурум), а чрез него и с планирания газопровод Набуко, тръгващ от Ерзурум в Турция. Проектът включва и тръбопровод от казахстанското находище „Тенгиз“ до Тюркменбаши в Туркменистан. След реализиране на проекта ще бъдат възможни доставки на газ от богатите находища в Туркменистан и Казахстан, като същевременно ще се заобиколят Русия и Иран. Проектираният капацитет на газопровода е 30 млрд. куб. м газ годишно.
Към настоящия момент обаче пречка пред този проект са териториалните спорове за Каспийско море между държавите от региона, както и опасенията на някои от страните, че газопроводът ще наруши екологичното равновесие в региона. Русия се стреми по всякакъв начин да попречи на изпълнението на проекта, като изтъква, че той пренебрегва съществуващите договори и може да застраши сигурността в региона. Това противопоставяне е обяснимо, тъй като осъществяването на проекта ще подсигури капацитета на бъдещия газопровод Набуко, конкурентен на руския „Южен поток“.